# Manuel Velasco Suárez
Manuel Velasco Suárez (San Cristóbal de las Casas, Chiapas, 28 de diciembre de 1914 - Ciudad de México, 2 de diciembre de 2001) fue reconocido por la comunidad científica médica como pionero de la neurología y neurocirugía en México. Fundó en 1964 el Instituto Nacional de Neurología y Neurocirugía (INNN) que hoy lleva su nombre y del cual fue su primer director. A partir de 1977 fue designado director emérito y miembro honorario de la Junta de Gobierno del Instituto hasta su muerte en diciembre de 2001.
Creador de la dirección general de neurología, salud mental y rehabilitación de la entonces Secretaría de Salubridad y Asistencia Pública 1958.
Creó la cátedra de neurología y neurocirugía en la Facultad de Medicina de la Universidad Nacional Autónoma de México (UNAM) y en 1989 esa universidad lo nombró Profesor Emérito y lo distinguió con la Medalla al Mérito Académico por haber impartido clases por más de 60 años.
Participó en la fundación de la Comisión Nacional de Bioética en 1992 y de la Academia Nacional Mexicana de Bioética.
Promovió el cierre de los manicomios inhumanos, introdujo la neurosiquiatría y promovió en 1948 los servicios para enfermos mentales del cerebro y del sistema nervioso en el Hospital Juárez de México (Anteriormente conocido como Hospital de San Pablo) y posteriormente en la creación de siete hospitales regionales.
Fue un científico, humanista y pacifista y creador de instituciones. Como humanista participó en la luchas en contra de la proliferación de armas nucleares y químicas y dentro de esos esfuerzos fue líder hispanoamericano del movimiento internacional de médicos para la prevención de la guerra nuclear, asociación que en 1985 recibe el Premio Nobel de la Paz.

## Estudios
Manuel Velasco-Suárez realizó sus estudios de primaria y secundaria en Chiapas y posteriormente se trasladó a la Ciudad de México, donde cursó la preparatoria y la carrera de Medicina en la Universidad Nacional Autónoma de México. Al terminar su carrera se trasladó a la Universidad de Harvard y posteriormente a la Universidad George Washington, Washington, D.C. donde completó su especialización como neurocirujano. Además de esto a lo largo de su vida llevó a cabo estudios de antropología, sociología, cirugía, traumatología, higiene y medicina legal.
Se especializó en la Universidad de Harvard  bajo la tutela de los doctores Jason Mister, James B. Ayer y James C. White, y posteriormente en Washington, D.C. con los doctores Walter Freeman y James W. Watts, con quienes realizó los estudios necesarios para convertirse en neurocirujano. Posteriormente fue designado Jefe de Residentes del Hospital General de Massachusetts.
A su regreso a México, creó y fue el primer titular de la Jefatura del servicio de Neurología y Neurocirugía del Hospital Juárez de México (1948-1958). 

## Carrera profesional
Se desempeñó durante más de 60 años como catedrático de la Facultad de Medicina de la UNAM, obteniendo en 1989 la Medalla al Mérito Académico y el título de Profesor Emérito. En el sector público el doctor Velasco-Suárez desempeñó varios cargos, entre los que están la creación de la Dirección General de Neurología, Salud Mental y Rehabilitación de la Secretaría de Salud de 1958 a 1964, Secretario Ejecutivo del Consejo de Salubridad General de 1988 a 1994 y desde 1994 funda y dirige la Comisión Nacional de Bioética. Su obra más recordada es la fundación en 1952 del Instituto Nacional de Neurología y Neurocirugía que dirigió de 1964 a 1970 y que a partir del 21 de agosto de 1989 recibió su nombre.
Desde la Comisión Nacional de Bioética participó en el "grupo conductor" que coordinó la elaboración, aceptación y publicación de la Carta de los Derechos Generales de los Pacientes, en el que participaron todas las instituciones de salud de México (IMSS, ISSSTE, etc.), que lidereó la Comisión Nacional de Arbitraje Médico y en la que participó también la Comisión Nacional de Derechos Humanos (CNDH) y otras instituciones. La carta se presentó en diciembre de 2001.
En el ámbito humanista no se limitó a su ejercicio médico y científico como cirujano, tal como se establece en el libro "Manuel Velasco-Suarez: humanismo y pensamiento científico de un neurocirujano" (Editorial Progreso, SA de 1994), sino que el doctor Velasco-Suárez, entonces como fundador y presidente de la Organización de Médicos Mexicanos para la Prevención de la Guerra Nuclear, junto con el doctor Bernard Lawn, de la Universidad de Harvard y el doctor Eugueniy Chazov, entonces secretario de Salud de la URSS hoy Rusia, ambos copresidentes de la Organización Internacional de Médicos contra la Guerra Nuclear (IPPNW, siglas en inglés) dieron origen en sus respectivos países a un movimiento pacifista convocado a médicos de todas partes del mundo. A este organismo se le confirió en Premio Nobel de la Paz en 1985.  En 1993 se lleva a cabo el XI Congreso Mundial de dicha organización en la Ciudad de México con el lema "Peace Through Health" - Paz a Través de la Salud -.  Las acciones de esta Asociación y Federación a partir de entonces se enfocan no solo en la prevención de una catástrofe nuclear, sino que se amplían a la responsabilidad social del médico más allá de la salud.
Como dice el Dr. Manuel Munguía Castillo: "La vida de Manuel Velasco-Suárez corrió paralela al siglo XX y estuvo animada siempre por una noble pasión: el humanismo. Espíritu inquieto, se interesó en la sociología y en la antropología, se dio tiempo para escribir seis libros y más de 300 artículos, pero fue sin duda en la política y, sobre todo en la medicina donde alcanzó sus logros más altos y la mejor expresión de sus ideales”,  como se cita en el libro "Manuel Velasco-Suárez: Humanista, científico, mensajero de la paz", escrito por Manuel Munguía Castillo (Editorial Las Animas, de 2015).

### Bioética
En 1989 el Consejo de Salubridad General instaura el Grupo de Estudio de la Bioética y conforma un cuerpo colegiado, a cargo del doctor Manuel Velasco-Suárez, cuya misión es Promover una cultura bioética en México, a partir del análisis laico, plural e incluyente de los dilemas bioéticos, fundamentados en el respeto a los derechos del ser humano, a la protección de los seres vivos y a la preservación de su entorno. 
En 1992 se instala la Comisión Nacional de Bioética en la Sala de Consejos de la Secretaría de Salud. Su reglamento interno se presenta un año más tarde.
En 2000 se publica en el Diario Oficial el Acuerdo Presidencial por lo que se crea con carácter permanente la Comisión Nacional de Bioética. En 2002, a la muerte del doctor Velasco-Suárez, se designa al doctor Fernando Cano Valle como Secretario Ejecutivo de la CONBIOÉTICA.
En 2003 se promueve la iniciativa de creación de las Comisiones de Bioética de las Entidades Federativas. En 2004 se designa presidente de la Comisión Nacional de Bioética al doctor Guillermo Soberón Acevedo.
En septiembre de 2005, por Decreto Presidencial, la Comisión Nacional de Bioética se constituye como órgano desconcentrado de la Secretaría de Salud, con autonomía técnica y operativa.
A partir de octubre de 2009 el doctor Manuel H Ruiz de Chávez es nombrado Presidente del Consejo de la Comisión Nacional de Bioética.

## Servicio Público
Manuel Velasco-Suárez fue Gobernador del Estado de Chiapas de 1970 a 1976, distinguiéndose por su obra educativa que conllevó la fundación de la Universidad Autónoma de Chiapas, la Escuela de Medicina del Estado y el Centro de Investigaciones Ecológicas del Sureste.
Su incursión en la política la entendió como parte de su trabajo de ser médico de los chiapanecos y llevó esa filosofía a la política entendiendo que la política, decía, "no es otra cosa más que hacer medicina en grande".

## Premios y reconocimientos académicos
- Premio Nobel de la Paz en 1985 otorgado a la International Physicians for the Prevention of Nuclear War (IPPNW), de la cual él fue cofundador y creador de la Asociación de Médicos Mexicanos para la Prevención de la Guerra Nuclear en 1982.
- Medalla de Oro del Humanismo, otorgada por la Federación Mundial de Neurocirujanos en EUA, 1993.
- Medalla de Oro por la Paz, otorgada por la  IPPNW, EUA en 1993.
- Medalla de Oro del Instituto Santiago Ramón y Cajal, España, 1984.
- Medalla de Oro “Spiegel and Wycis”, de la Sociedad Internacional de Cirugía Funcional (Canadá, 7 de julio de 1985)
- Orden al Mérito en grado “Grande Ufficiale”,  República de Italia, 1991.
- Medalla al Mérito Académico de la UNAM en 1989 luego de 50 años de trayectoria académica. Se le distinguió como Profesor Emérito de la UNAM.
- Distinciones en la Universidad de Harvard, en la Universidad de París y doctorado en ciencias de la Universidad Thomas Jefferson, además de Doctorados Honoris Causas en 7 Universidades mexicanas.
- Busto Dr. Manuel Velasco-SuárezDoctorados Honoris Causa

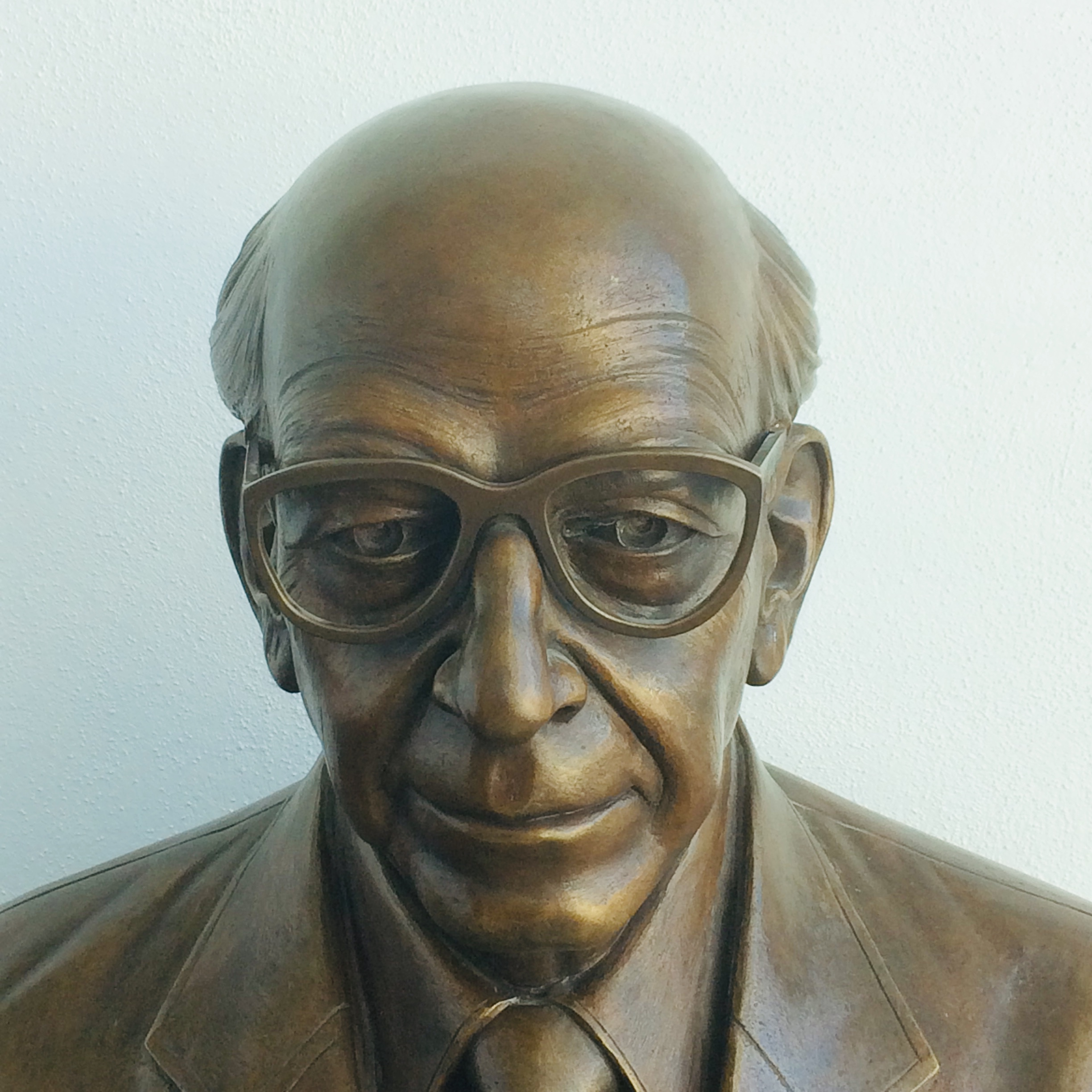
Busto Dr. Manuel Velasco-Suárez

- Doctor Honoris Causa por la Universidad Autónoma de Chiapas
- Doctor Honoris Causa por la Universidad Autónoma de Nuevo León
- Doctor Honoris Causa por la Universidad Autónoma de Morelos
- Doctor Honoris Causa por la Universidad Anahuac
- Doctor Honoris Causa por la Universidad Thomas Jefferson de Filadelfia

## Otros Premios y Reconocimientos
- Premio Chiapas en Ciencias 1987
- Presea al Talento y el Saber del Instituto Mexicano de Cultura
- Premio Eduardo Liceaga, otorgado por unanimidad del Jurado Calificador del Consejo de Salubridad General de la Presidencia, el 22 de marzo de 1995, por sus méritos académicos, docentes, humanísticos, de investigación y administrativos. Este premio es el más importante para los médicos mexicanos otorgado por el Consejo de Salubridad General (CSG).
- Diploma Dr. Clemente Robles Castillo el 27 de noviembre de 2001 en reconocimiento a su 50 aniversario de vida académica y por su legado en la enseñanza e investigación en la cirugía neurológica.
- Premio al Humanismo Médico, otorgado por la Asociación mexicana para la Comunicación y el Periodismo, A.D. el 24 de noviembre de 1998, por su vocación médica y dedicación al más necesitado.
- Premio a la Excelencia Médica, otorgado por el Presidente de la República el 23 de octubre de 2000, en reconocimiento a su calidad de excelencia de neurocirujano.
- Reconocimiento por formar parte de los Diecisiete Sabios de Fin de Siglo, otorgado por la Universidad del Claustro de Sor Juana, Centro Universitario de Integración Humanística, Centro de Estudios Universitarios Londres y Casa Lamm, el 15 de noviembre de 2000.
- Medalla Belisario Domínguez 2021 (reconocimiento post mortem).[15]

Por sus aportaciones en el ámbito internacional, el doctor Velasco-Suárez fue recipiendario de numerosos premios y medallas, entre los que destacan: Orden Ricardo Moreno Cañas, de Costa Rica (1947); Orden Hipólito Unanue, de Perú (1963); Gran Cruz Vasco Núñez de Balboa, de Panamá (febrero de 1975); Orden Francisco de Miranda, de Venezuela (mayo de 1975); Orden Estrella Roja, de la República Socialista de Yugoslavia (1977); Medalla de Oro del Servicio de Neurocirugía, del Instituto Ramón y Cajal (España, 23 de noviembre de 1984);  Premio al Humanitarismo 1993, de la Asociación Americana de Cirujanos Neurológicos (EUA, 26 de abril de 1993); Premio al Médico más Distinguido, en 1993, de la Federación Internacional de Médicos para la Prevención de la Guerra Nuclear, (México, 30 de septiembre de 1993).

## Libros y Trabajos Científicos
El doctor Manuel Velasco-Suárez escribió 6 libros y más de 400 trabajos científicos publicados en revistas especializadas, tanto nacionales como extranjeras. Dictó más de 1,200 conferencias en México y en el extranjero. Fue miembro de más de 25 sociedades y academias, entre las que destacan: Academia Nacional de Medicina, Academia Mexicana de Cirugía, Academia Americana de Neurología, Colegio Americano de Cirujanos, Sociedad de Neurocirugía Francesa, Sociedad Internacional de Cirugía –con sede en Bélgica–, Sociedad Harvey Cushing, Asociación Americana de Neurólogos-Cirujanos, Academia Brasileña de Neurología, Federación Mundial de Sociedades Neurológicas, entre otros.

## Condecoraciones internacionales
- Orden Ricardo Moreno Cañas Costa Rica
- Orden Hipólito Unanue Perú
- Gran Cruz de la Orden de Vasco Nuñez de Balboa Panamá
- Orden Francisco de Miranda Venezuela
- Orden Estrella Roja Yugoslavia
- Gran Oficial de Orden al Mérito de la República Italiana Italia